# 테스형!
〈테스형!〉(영어: Tes Bros!)은 나훈아가 작곡 및 작사하고 부른 대한민국의 트로트 노래이다. 2020년 8월 20일 발매된 나훈아의 정규 9집 앨범인 《아홉 이야기》에 수록되었으며, 소크라테스에게 '형'이라 부르며 인생과 사랑, 그리고 흐르는 시간과 세월에 대한 고민을 묻는 내용으로 이루어져 네티즌의 화제를 이끌어냈다. 나훈아는 이 곡을 2020년 추석에 KBS2를 통해 방영된 《대한민국 어게인 나훈아》에 출연해 처음으로 대중들 앞에서 불렀다.

## 개요
〈테스형!〉은 나훈아가 부친의 산소에서 쓴 글귀와 가락을 바탕으로 만든 노래이다. 나훈아는 아버지라는 표현을 직접 쓰는 것을 피하면서도 곡을 무겁게 만들지 않게 하기 위해 가사의 부분마다 고대 그리스의 철학자 소크라테스를 대신 차용한 것으로 알려져 있다.

## 인기 및 반응
〈테스형!〉은 고대의 인물인 소크라테스에게 친근한 호칭인 '형'을 붙여 세상에 대해 물어본다. 이런 파격적인 가사로 인해 평소 나훈아의 노래를 향유하지 않았던 젊은 층에도 반향을 일으켰다. 《대한민국 어게인 나훈아》에서 나훈아가 〈테스형!〉을 부른 모습을 캡쳐해 짤방으로 사용하는 한편, 다른 역사적 인물에게도 '형'을 붙이는 등 여러 패러디가 쏟아지기도 했다. 〈테스형!〉의 폭발적인 인기로 인해 위키백과나 나무위키 등 한국어 위키위키에서도 소크라테스나 나훈아 문서에 가족 관계로 서로를 삽입하는 등, 네티즌들의 짓궂은 장난이 이어지기도 했다. 자이언트 펭TV에서도 펭수가 나훈아의 상징인 긴머리를 붙여 따라불렀다. 최양락이 네로 황제 버전으로 불렀다. 법제처의 법나들이 에서는 〈테스형!〉을 만화로 썼다.
음원 차트에서의 순위 진입에서도 호조를 이뤘다.  《대한민국 어게인 나훈아》 방영 직후인 10월 1일 주요 음원 사이트의 실시간 인기곡 차트에는 〈테스형!〉이 올랐다. 벅스에서는 〈테스형!〉이 6위까지 오르는가 하면, 《아홉 이야기》의 다른 수록 음원까지 실시간 차트에 오르기도 했다. 멜론의 트로트 차트에서도 미스터트롯의 곡들이 순위권에 진입했던 최근의 경향과는 다르게 〈테스형!〉이 6위에 랭크되는 등 화제성을 업고 역주행하기도 했다.